# NGC 484
NGC 484 é uma galáxia elíptica (E-S0) localizada na direcção da constelação de Tucana. Possui uma declinação de -58° 31' 28" e uma ascensão recta de 1 horas, 19 minutos e 34,8 segundos.
A galáxia NGC 484 foi descoberta em 28 de Outubro de 1834 por John Herschel.